# Jatropha tanjorensis
Jatropha tanjorensis är en törelväxtart som beskrevs av Jamuel Leopold Ellis och Saroja. Jatropha tanjorensis ingår i släktet Jatropha och familjen törelväxter. Inga underarter finns listade i Catalogue of Life.